# Felsőfricske
Felsőfricske (1899-ig Fricska, szlovákul: Frička, ukránul: Fricska) község Szlovákiában, az Eperjesi kerület Bártfai járásában.

## Fekvése
Bártfától 18 km-re északnyugatra, a lengyel határ mellett fekszik.

## Története
A 18. század végén Vályi András így ír róla: „FRITSKA. Tót falu Sáros Vármegyében, földes Ura Gróf Aspermont Uraság, lakosai oroszok, fekszik Borovtól két mértföldnyire, Lengyel Országnak szélénél, Ispotállya is van, legelője ugyan, és fája is elég; de mivel határja sovány, negyedik Osztálybéli.”
Fényes Elek 1851-ben kiadott geográfiai szótárában így ír a faluról: „Fricska, orosz falu, Sáros vmegyében, Gáboltohoz éjszak-nyugotra egy mfld., szinte a gallicziai határ szélén: 45 rom., 350 görög kath., 15 zsidó lak. Kősziklás határ. Sok erdő. Sovány föld. F. u. gr. Erdődy.”
A trianoni diktátum előtt Sáros vármegye Bártfai járásához tartozott.

## Népessége
| Év:            | 1994. | 2004.    | 2014.    | 2024.   |
| -------------- | ----- | -------- | -------- | ------- |
| Emberek száma: | 217   | 255      | 321      | 337     |
| Eltérés:       |       | +17,51 % | +25,88 % | +4,98 % |

| Év:            | 2023. | 2024.   |
| -------------- | ----- | ------- |
| Emberek száma: | 334   | 337     |
| Eltérés:       |       | +0,89 % |

1910-ben 241, túlnyomórészt ruszin anyanyelvű lakosa volt.
2001-ben 251 lakosából 182 szlovák, 29 ruszin és 29 cigány volt.
2011-ben 292 lakosából 235 szlovák és 39 ruszin volt.

## Nevezetességei

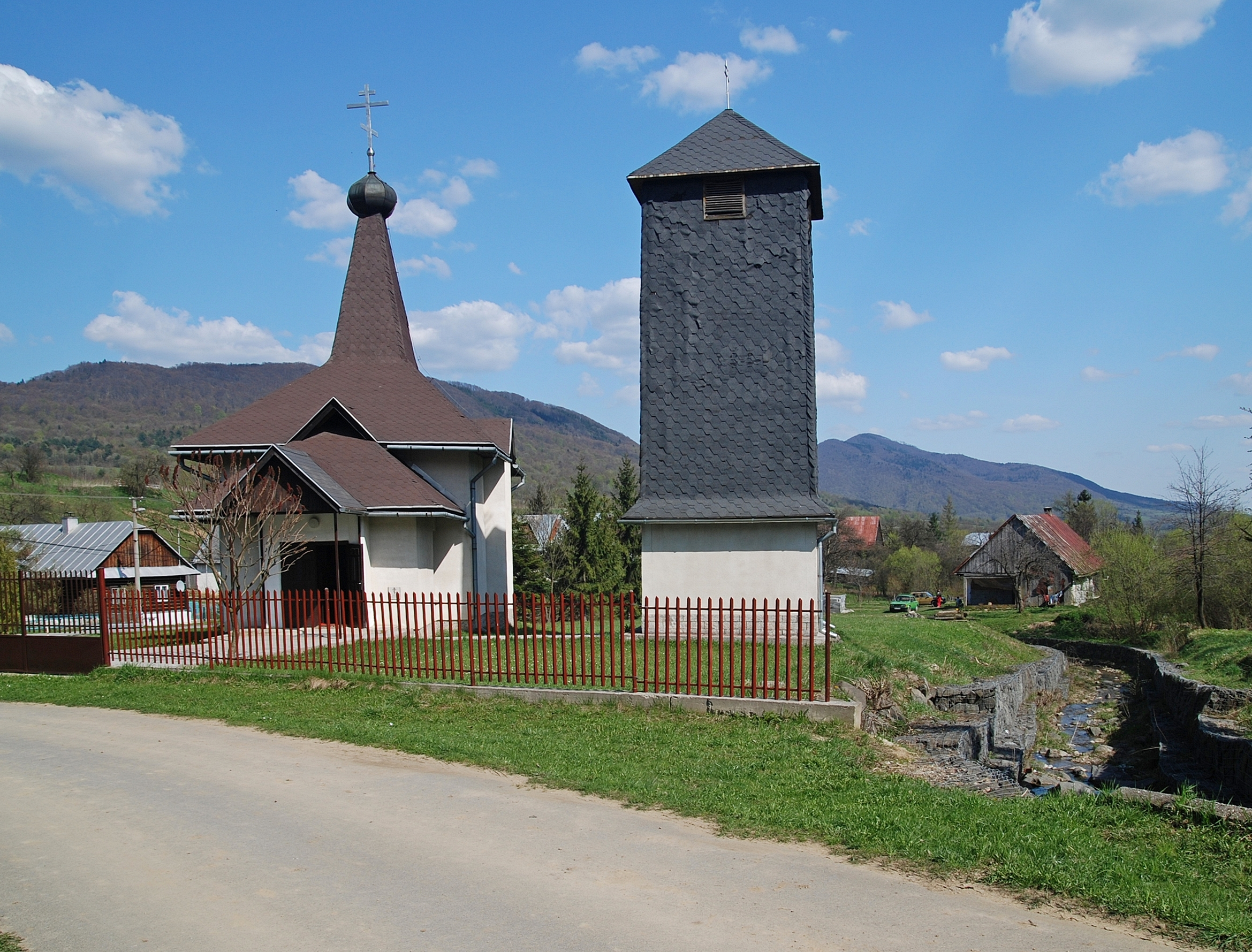

- Mihály arkangyal tiszteletére szentelt görögkatolikus temploma a 18. században épült, ikonosztáza 1831-ben készült. Festményei 19. századiak, oltára 1716-ból való. 1933-ban és 1971-ben megújították.